# Jade Cocoon : La Légende de Tamamayu
Jade Cocoon : La Légende de Tamamayu (玉繭物語, Tamamayu Monogatari, littéralement « L'histoire de Tamamayu ») est un jeu vidéo de rôle sorti sur PlayStation le 3 décembre 1998 au Japon.
Le jeu est développé par Genki en collaboration avec Katsuya Kondō, character designer du Studio Ghibli, ayant notamment œuvré sur les films d'animations Kiki la petite sorcière et Je peux entendre l'océan.
Une suite, titrée Jade Cocoon 2, sort en 2001 sur PlayStation 2.

## Histoire
Sur la terre de Parel, dans un monde basé sur la foi mystique en Elrhim, dieu de la forêt et source de toute vie, les villages sont distants, îlots isolés face à la forêt regorgeant de Créatures de la Forêt.
Aussi, dans chaque village se trouve un Maître des Cocons, à la fois combattant et purificateur qui protège le village en maintenant les créatures de la forêt à l'écart de la Sphère Divine qui protège les humains. Pour ce faire, il capture des Créatures de la forêt grâce à un ocarina et des cocons de soie, qu'il fait purifier par une prêtresse du peuple Nagi, une race d'hommes et de femmes rejetés mais nécessaires, en raison de leurs dons de chamanisme. C'est grâce à ces Créatures Divines qui combattent pour lui que le Maître des Cocons remplit sa fonction.
Mais dans le village de Syrus, le maître des cocons Riketz a disparu depuis des années dans la forêt. Or la malédiction s'abat sur le village quand les Onibubu, les Sauterelles de l'Apocalypse, brisent la Sphère Divine et répandent une poudre soporifique sur le village. Quelques-uns sont épargnés mais Levant, le fils de Riketz et de Phio, sa mère Nagi, est désigné nouveau Maître des Cocons, avec pour mission de sauver le village en luttant contre la malédiction de la forêt.

## Système de jeu

### Principes de base
Jade Cocoon est un jeu vidéo de rôle, semblable aux épisodes de la série Final Fantasy, mais qui possède des différences notables. Bien qu'il alterne phases de déplacement et combats, ceux-ci ne sont pas aléatoires : les créatures de la forêt sont en effet visibles (et parfois évitables) avant le combat. De plus, la possibilité de capturer les créatures de la forêt dans des cocons de soie, et en faire des Créatures divines après purification, permet au joueur de dresser, entraîner et même fusionner les créatures capturées.
Le système de combat est basé sur le tour par tour. Le joueur a alors la possibilité d'utiliser des objets achetés au village ou trouvés dans la forêt, frapper la créature adverse, tenter de la capturer ou invoquer une créature divine avec son ocarina. De plus, les créatures divines disposent très souvent, en plus des frappes physiques, d'attaques physiques basées sur la magie ou de magie pure.
Enfin, les créatures grandissent et leur apparence évolue avec les niveaux, correspondant à une croissance naturelle. Dans le cas d'une fusion, l'ordre des créatures fusionnées et leurs types et apparence a donc une influence sur les statistiques et l'apparence de la créature résultant de la fusion.

### Éléments
Le jeu lui-même étant empreint de croyances naturelles et fondamentales, les créatures du jeu sont réparties en quatre éléments naturels, le feu, l'air, la terre et l'eau. Ces quatre éléments sont équilibrés et hiérarchisés entre eux : le feu est plus fort que l'air, qui domine la terre, laquelle surpasse l'eau, celle-ci étant très efficace sur les créatures de feu.
Une possibilité de créature très puissante serait donc une fusion de quatre créatures de chaque type. Cependant les éléments opposés (la terre et le feu, l'eau et l'air) produisent des dégâts variables selon l'attaque, attaque magique ou sort magique utilisé par la créature concernée.

## Postérité
En décembre 2014, le jeu figure dans un article de GamesTM intitulé « 10 joyaux PlayStation sous-estimés. ».
En 2018, la rédaction du site Den of Geek mentionne le jeu en 37e position d'un top 60 des jeux PlayStation sous-estimés : « Les graphismes sont bons, le design sonore est excellent et le monde du jeu est vaste, ce qui en fait un RPG unique et étoffé. »